# Robert Gull
Robert Gull (Stoccolma, 12 gennaio 1991) è un pilota motociclistico svedese.

## Carriera
La sua prima partecipazione in competizioni di rilievo avviene nel 2005, quando prende parte al campionato spagnolo velocità nella categoria 125.
Ha preso parte al campionato Europeo Velocità nel 2007, in classe 125 alla guida di una Honda, classificandosi al 20º posto finale. Nello stesso anno corre la Red Bull Rookies Cup, che chiude al nono posto nella graduatoria piloti con 52 punti.
L'anno successivo, sempre nell'europeo e nella stessa classe, si è piazzato al 4º posto dopo aver vinto la tappa disputatasi in Svezia.
Per quanto riguarda le competizioni del motomondiale ha fatto una sola apparizione, in occasione del Gran Premio motociclistico d'Olanda 2008, nella classe 125 in sella ad una Derbi del team Ajo Motorsports Jnr. Project, concludendo la gara al 27º posto e senza ottenere punti per la classifica iridata.

## Risultati nel motomondiale
| 2008 | Classe | Moto  |  |  |  |  |  |  |  |  |    |  |    |  |  |  |  |  |  |  | Punti | Pos. |
| ---- | ------ | ----- |  |  |  |  |  |  |  |  | -- |  | -- |  |  |  |  |  |  |  | ----- | ---- |
| 2008 | 125    | Derbi |  |  |  |  |  |  |  |  | 27 |  | NE |  |  |  |  |  |  |  | 0     |      |

| Legenda | 1º posto        | 2º posto            | 3º posto            | A punti      | Senza punti        | Grassetto – Pole position Corsivo – Giro più veloce |
| Legenda | Gara non valida | Non qual./Non part. | Ritirato/Non class. | Squalificato | '-' Dato non disp. | Grassetto – Pole position Corsivo – Giro più veloce |